# قاسية النواة
قاسية النواة (الاسم العلمي: Sclerocarya)، جنس نباتات من فصيلة البطمية.
يشتمل على النوعين:
- قاسية النواة البيرية (A.Rich.) Hochst. — أفريقيا جنوب الصحراء الكبرى، مدغشقر

S. birrea subsp. caffra (Sond.) Kokwaro
S. birrea subsp. multifoliolata (Engl.) Kokwaro
S. birrea subsp. birrea
- Sclerocarya gillettii كوكوارو - شرق كينيا